# Josef Wolfgang Eberl

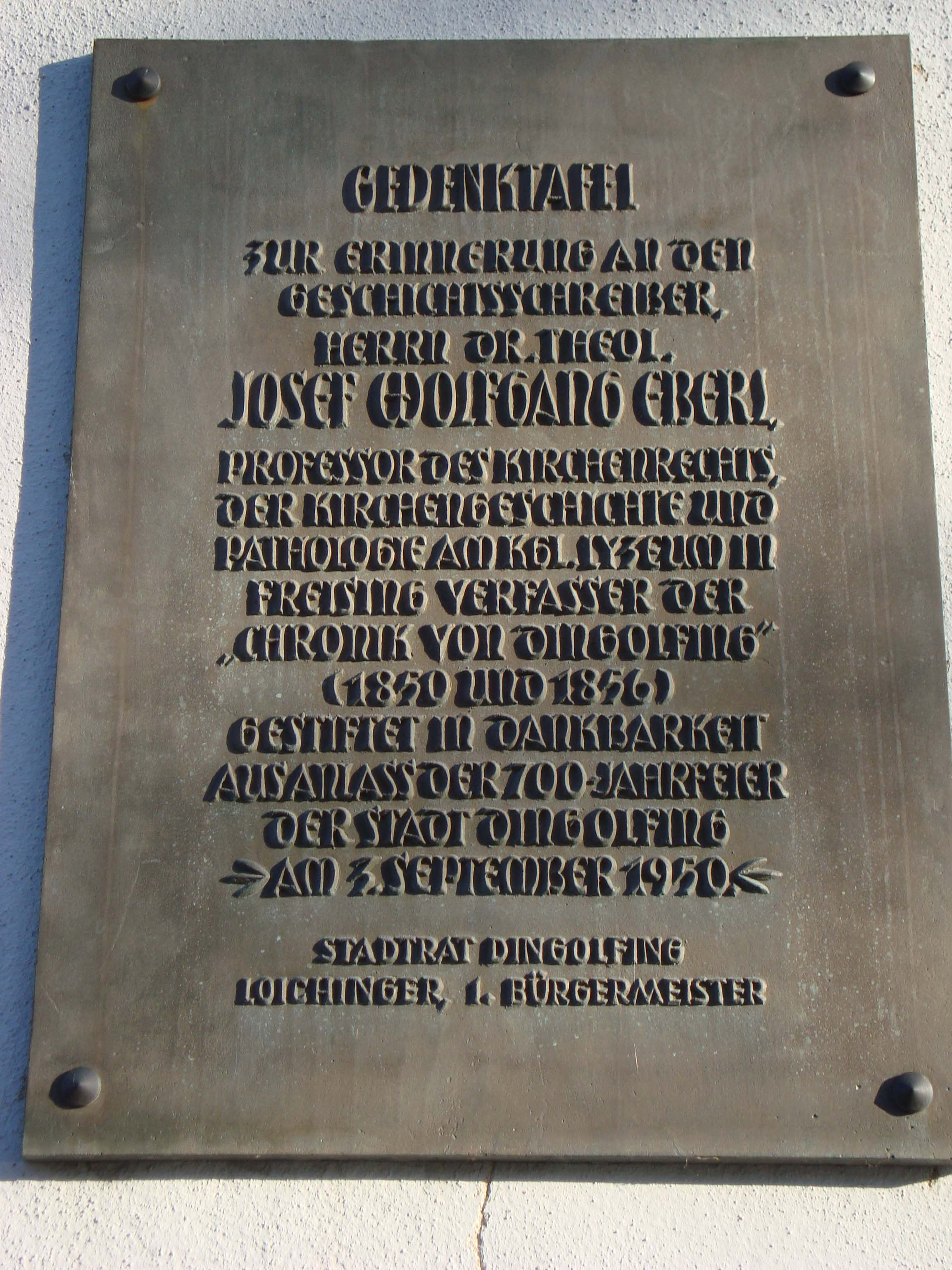
Die Gedenktafel in Dingolfing bezeichnet Eberl fälschlicherweise u. a. als Professor der "Pathologie" anstelle der Patrologie.

Josef Wolfgang Eberl (* 30. Juli 1818 in Dingolfing; † 30. Juli 1857 in Freising) war ein bayerischer Gymnasialprofessor für katholische Theologie mit Spezialisierung auf die Gebiete Kirchenrecht, Kirchengeschichte und Patrologie.
Nach dem Besuch der Grundschule in Dingolfing erhielt Eberl an Gymnasien in Landshut und Freising eine höhere Schulbildung. Das Universitätsstudium in München musste Eberl nach zwei Jahren wegen wirtschaftlicher Schwierigkeiten abbrechen. Er setzte seine Studien am Priesterseminar in Freising fort und wurde am 16. Juli 1843 in Regensburg zum Priester geweiht. 
Er amtierte zunächst als Gemeindepriester in Marklkofen. Bereits nach einem Jahr gelang ihm eine Versetzung nach München zu erreichen, wo er u. a. als Militärpfarrer tätig war und 1846 den Doktorgrad der Theologie erwarb. Seine nächste Station führte ihn als Kaplan an das Regensburger Priesterseminar in Obermünster. Im Jahre 1849 gelang es ihm in Freising eine Professorenstelle am dortigen königlichen Lyzeum zu erlangen. Er verstarb 1857 nach längerer Krankheit der Atemwege.
Zwischen 1840 und 1856 hat Eberl ein größeres Werk historischen und theologischen Inhalts vorgelegt, das mit Ausnahme seiner Geschichte der Stadt Dingolfing heute weitgehend vergessen ist. Letztere ist vor allem durch seine präzisen Beschreibungen heute verlorener Inschriften und Architektursituationen von bleibendem Wert. Aus den Fußnoten der Arbeit erhellt, dass Eberl wissenschaftlichen Kontakt mit Joseph Rudolf Schuegraf pflegte, der wie er selbst auf historischem Gebiet ein Autodidakt war. 
Eberl vertrat eine dezidiert bayerisch-patriotische Sichtweise, in der das Königreich Bayern und das bayerische Volk den ausschließlichen historischen Bezugsrahmen setzen, der im Gegensatz zu übergeordneten Systemen wie dem Heiligen Römischen Reich interpretiert wird. Typisch hierfür seine Bewertung des Endes der Agilolfingerherrschaft:
So endigte die Herrschaft der Agilolfinger in Bayern und mit ihr die 234jährige Freiheit des Volkes, das seine Selbständigkeit erst wieder auf den Trümmern des römisch deutschen Kaiserreiches (1806) erlangte. (Geschichte der Stadt Dingolfing, S. 40)

## Werke
- Ereigniße aus den Annalen der Stadt Dingolfing, Landshut 1840
- Fastenandachten für die Besucher der schmerzhaften Kapelle, München 1846
- Jansenisten und Jesuiten im Streite über die oftmalige Kommunion, Regensburg 1847 (zugl. Dissertation München 1846)
- Grundzüge des gemeingiltigen katholischen Kirchenrechts. Zum Behufe der Vorlesungen und zum Selbststudium herausgegeben, Landshut 1853
- Ehescheidung und Ehescheidungsprozeß nach den gemeinen Quellen des canonischen und weltlichen Rechts unter Hinweisung auf die wichtigsten partikularrechtlichen Normen der deutschen Staaten, insbesondere Bayerns, Freising 1854
- Leitfaden zu den Vorlesungen und zum Studium der Patrologie, Augsburg 1854
- Geschichte der Stadt Dingolfing und ihrer Umgebung, Freising 1856 (Neudruck Dingolfing 2004)
- Bayerisches Namen-Büchlein. Das ist Beiträge zum Verständnisse insbesondere in Bayern üblicher Personen- und Familiennamen, München 1858 (postum)